# Mundeh Kangin
Mundeh Kangin is een bestuurslaag in het regentschap Tabanan van de provincie Bali, Indonesië. Mundeh Kangin telt 1722 inwoners (volkstelling 2010).